# BEST Engineering Competition
BEC (ang. BEST Engineering Competition) – Ogólnopolski konkurs inżynierski, organizowany przez europejskie Stowarzyszenie Studentów Uczelni Technicznych BEST, podczas którego kilkuosobowe drużyny, wykorzystując zarówno swoją wiedzę jak i pomysłowość, rozwiązują problem techniczny.

## Organizatorzy
BEC organizowany jest przez lokalne grupy BEST-u w sześciu miastach w Polsce na sześciu uczelniach technicznych:
- w Gdańsku na Politechnice Gdańskiej
- w Gliwicach na Politechnice Śląskiej w Gliwicach
- w Krakowie na Akademii Górniczo-Hutniczej w Krakowie
- w Łodzi na Politechnice Łódzkiej
- w Warszawie na Politechnice Warszawskiej
- we Wrocławiu na Politechnice Wrocławskiej

## Historia
Każda lokalna grupa BEST-u organizowała BEC indywidualnie, we własnym zakresie, jednak w 2007 roku powstała idea połączenia sił i zorganizowania wspólnego konkursu. W kwietniu i maju 2007 roku odbył się I Ogólnopolski Konkurs Inżynierski z finałem w Krakowie. W 2008 roku Finał konkursu odbył się w Gdańsku. W 2009 roku w Warszawie, a w 2010 roku odbył się w Gliwicach.

## Opis projektu
Formuła Konkursu polega na wykonaniu z góry ustalonego zadania inżynierskiego w określonym czasie. Podczas trwania zawodów uczestnicy nie mogą liczyć na pomoc osób z zewnątrz oraz na profesjonalny sprzęt i nowoczesne materiały, za to otrzymują wirtualny fundusz na realizację projektu w tzw. BEC-ach. Zadanie jest wykonywane w kilkuosobowych grupach, z użyciem prostych narzędzi oraz z pozoru bezużytecznych materiałów takich jak deski, gwoździe, drut itp.
Etapy:
- Eliminacje – Test Eliminacyjny – Odbywa się jednocześnie w tym samym dniu, o tej samej godzinie, w pięciu miastach Polski. Starannie dobrane pytania mają na celu sprawdzenie wiedzy i kreatywności studentów. Na podstawie testu wybieranych jest siedem najlepszych drużyn w każdym mieście, które przystąpią do drugiego etapu konkursu – Eliminacji.

- Finał Lokalny – Podobnie jak testy, odbywają się jednoczenie tego samego dnia, o tej samej godzinie, na pięciu polskich uczelniach. Studenci stają przed zadaniem skonstruowania pozornie prostego urządzenia z określonej ilości materiałów w ograniczonym czasie. Uczestnicy muszą wykazać się znajomością fizyki, mechaniki oraz inżynierskimi zdolnościami i pomysłowością. Zwycięzcy eliminacji, autorzy najbardziej kreatywnego i skutecznego rozwiązania, spotkają się w ostatnim etapie konkursu – Finale

- Finał Ogólnopolski – Odbywa się w jednym z miast Polski, z udziałem pięciu zwycięskich drużyn z etapu eliminacji. Na uczestników czeka nowe wyzwanie konstruktorskie, trudniejsze i zupełnie nie związane z zadaniem eliminacyjnym. Ambitni uczestnicy w walce o tytuł zwycięzców, pokazują swoje umiejętności pracy w grupie pod presją czasu oraz odnalezienia się w każdej sytuacji. Ostatni finał odbył się 27 maja 2008 roku w Gdańsku.